# Crows
Pour les articles homonymes, voir crow.
 (février 2013).
Si vous disposez d'ouvrages ou d'articles de référence ou si vous connaissez des sites web de qualité traitant du thème abordé ici, merci de compléter l'article en donnant les références utiles à sa vérifiabilité et en les liant à la section « Notes et références ».
Les Crows, également appelés Corbeaux, Absaroka ou Absáalooke, sont une nation amérindienne qui vivait historiquement dans la vallée de la rivière Yellowstone, et qui ont été déportés par le gouvernement des États-Unis dans une réserve au sud de Billings (Montana). Le centre politique des Crows est situé à Crow Agency (Montana). La tribu accueille tous les ans un grand rassemblement mêlant pow-wow, rodéo et parade ; c'est la Crow Fair qui se tient chaque année à Crow Agency en août.

## Territoire
La réserve des indiens Crow dans le sud et le centre de l'État du Montana est une grande réserve de plus de 7 300 km2.  Elle est surtout située dans les comtés de Big Horn et de Yellowstone avec aussi des terres concédées dans les comtés de Rosebud, Carbon et Treasure. Sa frontière orientale est sur le 107e méridien ouest, sauf le long de la frontière avec la Réserve des Cheyennes du Nord : en effet, la délimitation de la frontière entre les deux réserves indiennes est ancienne et imprécise. La frontière méridionale part du 107e méridien ouest jusqu'à la rive orientale de la rivière Bighorn.

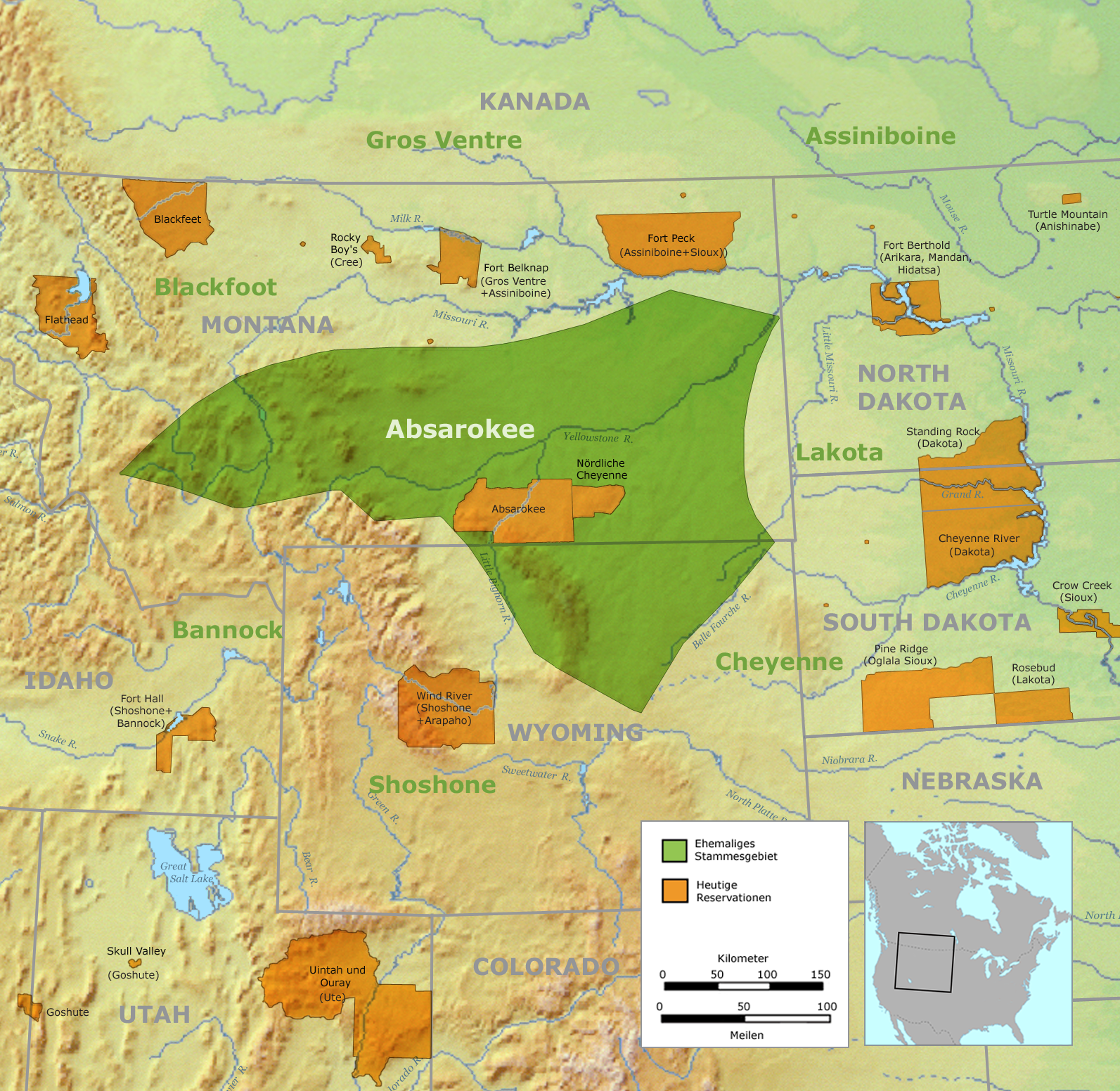
Carte des territoires Crows (ancienne zone tribale en vert, et réserves actuelles en orange).

## Langue
La langue crow fait partie des langues siouanes de la vallée du Missouri.

## Habitat

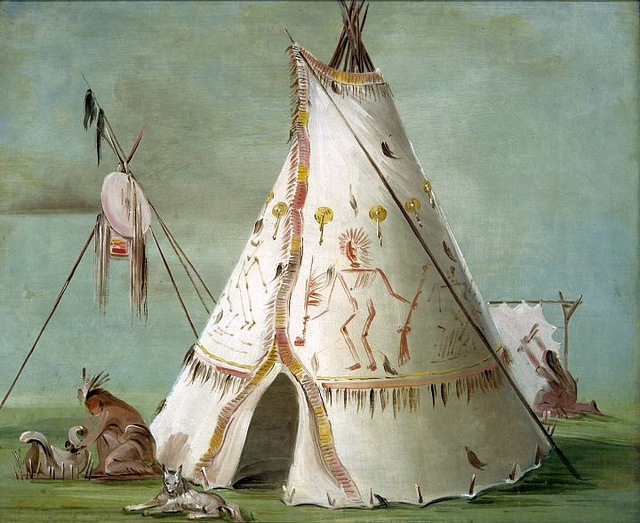
Tipi crow par George Catlin.

Les Crows habitaient dans des tipis faits de peaux de bisons et de piquets de bois. À l'intérieur, ils disposaient des matelas le long des bords de leurs abris, et un feu au centre, dont la fumée s'échappait par un trou en haut du tipi.

## Costume
L'habillement des Crows dépendait du sexe. Les femmes s'habillaient simplement, car elles passaient la majeure partie du temps à proximité du tipi. Elles portaient des robes faites de peaux de mouton ou de cerf, ornées de dents d'élan. Elles mettaient des jambières et des mocassins. Les femmes crows portaient les cheveux courts, contrairement aux hommes. Les hommes portaient la chemise, des jambières tenues par une ceinture, une robe, et des mocassins. Leurs cheveux étaient longs, et parfois mis en valeur par des accessoires.

## Éclaireurs

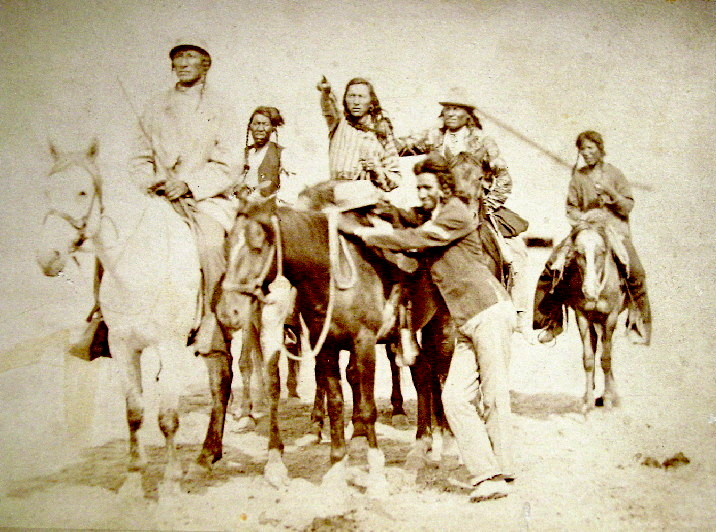
Crows, vers 1878-1883.

Le 25 juin 1876, George Armstrong Custer, commandant le 7e régiment de cavalerie des États-Unis a mené ses troupes à l'assaut des guerriers Sioux et Cheyennes. La Nation Crow fut recrutée pour servir dans l'armée comme éclaireurs indiens (les éclaireurs crows). White Man Runs Him, Curley, Hairy Moccasin, et Goes Ahead étaient aux côtés du lieutenant-colonel Custer et du 7e de cavalerie à la  bataille de Little Bighorn. La seule mission des éclaireurs était de trouver les campements indiens. Le site de cette bataille, située près de Crow Agency, est commémoré par le Little Bighorn Battlefield National Monument.